# Adí ibn Musáfir
Šejch ‘Adí ibn Musáfir al-Umawí (1073 nebo 1078, Bajt Fáar u Baalbeku – 1162, Láliš) byl nejvýznamnější náboženský vůdce jezídů a zakladatel jednoho z prvních súfijských řádů. Jezídové ho považují za vtělení Meleka Táúse, Anděla Páva, a pouť k jeho hrobu v Láliši je významným prvkem jezídského náboženství.

## Jméno
Za svého života byl Adí – jak bylo v kruzích islámské mystiky obvyklé – nazýván uctivým arabským titulem šejch („stařešina“). U jezídů, kteří mluví převážně kurdsky, tento titul zcela splynul se jménem Adí, takže ho nazývají Şêx Adî (výslovnost šíchádí nebo šéchádí) nebo Edîşêx (výslovnost adí-šéch).

## Život
Narodil se v Bajt Fáar u Baalbeku v dnešním Libanonu a z otcovy strany byl vzdáleným potomkem umajjovského chalífy Marvána I. Vydal se studovat islámské vědy do Bagdádu, kde se osobně poznal s věhlasnými učenci jako byl filosof Al-Ghazálí. Jeho spolužákem a blízkým přítelem byl také Abd al-Kádir al-Džílání, se kterým dokonce v roce 1116 vykonal pouť do Mekky. Později odešel do kurdských hor, kde před rokem 1111 shromáždil družinu stoupenců islámského mystického učení, jehož byl tvůrcem.
Jeho náboženská autorita byla pravděpodobně umocněna jeho příbuzenským poutem s dynastií Umajjovců. Adí údajně byl úplně první islámský mystik (súfí), který pěstoval duchovní disciplínu a výcvik. Centrem mystického kultu se stal Láliš, místo asi 50 kilometrů severovýchodně od Mosulu. Adí zemřel kolem roku 1162, ale na smrtelném loži vyslovil přání, aby ho ve vedení komunity nahradil jeho synovec Abu-l-Barakát. Byl pohřben v Láliši a jeho stoupenci v čele s jeho synovcem tam zformovali mystické společenství al-Adawíja („stoupenci Adího“, „Adíjovci“). Z něj se později vyvinul dnešní jezídismus. Jeho hrob je dodnes nejuctívanější jezídské poutní místo a svatyně.